# Bremer Ehrenamtskarte
Die Bremer Ehrenamtskarte wird seit September 2010 an ehrenamtlich tätige Menschen ausgestellt. Sie ist die einzige länderübergreifende Ehrenamtskarte Deutschlands und gilt in Bremen und Niedersachsen. Beide Länder kooperieren bei der Ausgabe. Die Karte ermöglicht es den Inhabern, bis zu 50 Prozent vergünstigte Eintrittspreise in vielen öffentlichen und privaten Einrichtungen des Sport-, Kultur-, Bildungs- oder Freizeitsektors zu bekommen. Bei Anbietern, die Vergünstigungen für ehrenamtlich Engagierte gewähren, befindet sich ein Aufkleber im Eingangsbereich oder an der Kasse.

## Beschreibung
Mit der Ehrenamtskarte belohnen die beteiligten Bundesländer freiwilliges, unbezahltes bürgerschaftliches Engagement in Bremen.
„Mit der Ehrenamtskarte Bremen-Niedersachsen wird eine neue, attraktive Form der Auszeichnung für herausragendes Engagement angeboten. Hiermit soll denen etwas zurückgegeben werden, die sich in besonderer Weise für den Nächsten einsetzen, unser Zusammenleben bereichern und die Solidarität in unserer Gesellschaft fördern.“ Ingelore Rosenkötter

## Voraussetzungen für den Erwerb der Ehrenamtskarte
- Eine freiwillige, gemeinwohlorientierte Tätigkeit wird mindestens fünf Stunden in der Woche bzw. 250 Stunden im Jahr ausgeübt.
- Das Engagement wird in Bremen oder Bremerhaven seit mindestens drei Jahren ausgeübt und es besteht die Absicht, das Engagement fortzuführen.
- Die Tätigkeit wird nicht bezahlt, sondern es wird höchstens eine Aufwandsentschädigung gezahlt.

## Geltungsdauer der Karte
Die Geltungsdauer der Ehrenamtskarte beträgt drei Jahre. Sie wird bei fortbestehenden Voraussetzungen (auf Antrag) verlängert.

## Ausgabe der Ehrenamtskarte
Die Ehrenamtskarte ist personenbezogen (nicht übertragbar) und wird durch das Referat Bürgerengagement bei der Bremer Senatorin für Arbeit, Frauen, Gesundheit, Jugend und Soziales (auf Antrag) ausgegeben.